# Poppenhausen (Wasserkuppe)
Poppenhausen is een gemeente in de Duitse deelstaat Hessen, en maakt deel uit van de Landkreis Fulda.
De gemeente telt 2.702 inwoners.
Bad Salzschlirf ·
Burghaun ·
Dipperz ·
Ebersburg ·
Ehrenberg (Rhön) ·
Eichenzell ·
Eiterfeld ·
Flieden ·
Fulda ·
Gersfeld (Rhön) ·
Großenlüder ·
Hilders ·
Hofbieber ·
Hosenfeld ·
Hünfeld ·
Kalbach ·
Künzell ·
Neuhof ·
Nüsttal ·
Petersberg ·
Poppenhausen ·
Rasdorf ·
Tann